# Ezio Anesi
Ezio Anesi (Canazei, 19 settembre 1943 – Canazei, 9 novembre 1993) è stato un politico italiano, ladino della Val di Fassa.

## Biografia
Esponente dell'Union Autonomista Ladina, nel 1983 è il primo ladino essere eletto in consiglio provinciale. Inizialmente fa parte del gruppo del Partito Repubblicano, nella cui lista è stato eletto; successivamente crea il gruppo  di UAL. Durante il suo mandato promuove la legge provinciale n. 17 del 1985, nota come "Legge Anesi", che garantisce contributi a sostegno della cultura ladina.
Alle elezioni politiche dell'aprile 1992 viene eletto senatore nelle liste del Partito Socialista: è il primo ladino eletto al parlamento italiano, dopo Arnaldo Colleselli, di Colle Santa Lucia. Muore il 9 novembre 1993 a causa di un malore. Il suo posto a Palazzo Madama viene preso da Pierre Carniti, primo dei non eletti.